# Imalia (mitologia)
Imalia (in greco antico: Ἱμαλια?, Himalia) è un personaggio della mitologia greca ed è una ninfa.

## Genealogia
Da Zeus ebbe i figli Sparteo, Cronio e Cito.
Imalia non risulta avere ascendenti.

## Mitologia
Imalia "l'abbondante" (probabilmente inteso come auspicio di un buon raccolto) fu sedotta da Zeus quando si recò a Rodi per sottomettere gli autoctoni e divenne madre di tre figli. 

Sparteo ("il seminatore"), Cronio ("il maturatore") e Cito ("il cavo", forse nel senso di colui che chiude il grano nel silo) anch'essi riferiti alla coltivazione del grano.
È una divinità arcaica legata ai miti dell'isola di Rodi e come per altre leggende sulle divinità dell'isola ne parla solo Diodoro Siculo.